# کاریندا
کاریندا (به انگلیسی: Carinda) یک شهرک در استرالیا است که در نیو ساوت ولز واقع شده‌است.